# Ain't Got No Home
Ain't Got No Home est une chanson écrite et interprétée par Clarence « Frogman » Henry en 1956.
Ce titre a la particularité d'être scindé en 3 parties différant par la voix : la voix naturelle de Henry, une voix féminine et une voix de 'grenouille'.

## Histoire
Au début des années 1950, Henry commence à jouer seul dans les clubs de la Nouvelle Orléans. Un des propriétaires le met en contact avec le saxophoniste Eddie Smith qui l'accueille dans son groupe.
Une nuit, le groupe étant à court de chansons mais le propriétaire insistant pour qu'ils continuent à chanter, Henry improvise une chanson sur les gens encore présents dans la salle : 'You ain't got no home, or place to roam' ('vous n'avez pas de maison, ou d'endroits où errer'). Il s'essaye à chanter une partie avec une voix de grenouille et le public semble apprécier.
Au vu de cette réaction, Henry prend contact avec Paul Gayten, un pianiste de la région qui est également découvreur de nouveaux talents pour le label Chess Records.
La chanson parvient à Leonard Chess, fondateur de Chess Records, qui n'est pas convaincu mais souhaite conserver la chanson sans pour autant que Henry en soit l'interprète. La musique de la Nouvelle Orléans est en effet très en vogue à l'époque et Chess veut étoffer son catalogue à ce niveau.
Chess exige que la chanson soit découpée en 3 parties afin de mettre en avant les qualités vocales de Henry.  Gayten conduit alors Henry au studio du producteur Cosimo Matassa (en) afin d'en faire une maquette ne devant être qu'une face B.
Lors de l'enregistrement, n'ayant pas de chanteuse disponible, Henry est obligé d'improviser la voix féminine en plus de la voix de grenouille.
Alors que Chess souhaite produire Troubles, Troubles en tant que face A, Clarence Hayman, un DJ résident local connu sous le nom de Poppa Stoppa, diffuse la face B. L'engouement du public est réel et le titre est rapidement surnommé 'the Frog song by the 'Frogman' ('la chanson de la grenouille par l'homme grenouille'). Le succès est tellement important que Chess impose le surnom 'Frogman' à Henry, qu'il conserve encore aujourd'hui.
Le titre parait le 7 octobre 1956 chez Argo Records (Argo 5259), filiale du label Chess Records.
En 1966, London Records propose une réédition (HLU 10025), cette fois accompagnée du titre Baby Ain't That Love en face B.

## Classements
Le titre se classe durant 16 semaines au Billboard Hot 100 (du 15 décembre 1956 au 30 mars 1957).
| Classement (1956-57)           | Meilleure position |
| ------------------------------ | ------------------ |
| États-Unis (Billboard Hot 100) | 20                 |
| États-Unis (Billboard R&B)     | 3                  |

NME classe la chanson en 98eposition de son classement des meilleures chansons des années 1950.

## Reprises
Informations issues de SecondHandSongs, sauf mentions contraires.
Le titre compte une trentaine de reprises dont :
- En 1957, Luther et Little Eva, en face B de leur reprise de Love Is Strange,
- En 1962, Bruce Channel sur son album Hey! Baby,
- En 1967, Jerry Jaye sur son album Hello Josephine,
- En 1969, Buddy Holly sur son album Giant,
- En 1973, The Band reprend ce titre en tant que piste no 1 sur l'album Moondog Matinee, et obtient la 73e position du Billboard Hot 100[9].
- En 1984, Rod Stewart en utilise un extrait pour le refrain de sa reprise de Some Guys Have All The Luck. La version originale ne contient pas cette référence.
- En 2006, Dr. Hook and the Medicine Show sur Alive in America.

## Utilisation dans les médias
Sauf indication contraire, les informations mentionnées dans cette section peuvent être confirmées par la base de données cinématographiques IMDb,  présente dans la section « Liens externes ».
- En 1982, le titre est utilisé dans la bande originale du film Diner de Barry Levinson.
- En 1987, dans le film Génération perdue de Joel Schumacher, l'acteur Corey Haim chante ce titre dans sa baignoire.
- En 1987, dans la série Frank's Place (en),
- En 1988, dans le film Blueberry Hill (en) de Strathford Hamilton,
- En 1991, dans le film Crooked Hearts de Michael Bortman,
- Dans les années 1990, Rush Limbaugh emploie ce titre comme thème musical pour les séquences Homeless Update de son émission The Rush Limbaugh Show[10].
- En 1995, on entend cette chanson dans le film Casino de Martin Scorsese, dans la scène où Joe Pesci demande un jeton de 50K à Robert De Niro.
- En 1997, dans Changing Habits de Lynn Roth, avec Christopher Lloyd,
- En 2012, dans Les Seigneurs de Olivier Dahan,
- En 2014, l'humoriste belge François Pirette utilise ce titre pour la promotion télévisuelle d'un de ses spectacles sur la chaine RTL-TVi[réf. souhaitée].
- En 2016, la version de The Band apparait sur la bande originale du film The Nice Guys.

## Compilation du même nom
En 1994, une compilation distribuée par Universal est intitulée Ain't Got No Home: The Best of Clarence "Frogman" Henry.
1. Ain't Got No Home
2. Troubles, Troubles
3. Lonely Tramp
4. It Won't Be Long
5. Baby Baby Please
6. I'm in Love
7. (I Don't Know Why) But I Do
8. Just My Baby and Me
9. Your Picture
10. You Always Hurt The One you Love
11. Lonely Street
12. I Love You Yes I Do
13. Standing In the Need of Love
14. On Bended Knees
15. A Little Too Much
16. Lost Without you
17. Long Lost And Worried
18. Looking Back